# 세도 안동 권씨 및 목천 상씨 정려
세도 안동권씨 및 목천상씨 정려는 충청남도 부여군 세도면 동사리에 있다. 2018년 10월 31일 부여군의 향토문화유산 제141호로 지정되었다.

## 지정 사유
'세도 안동권씨 및 목천상씨 정려'는 조성좌의 처 안동권씨와 조종언의 처 목천상씨를 기리기 위해 지어진 정려로, 숙종 32년과 영조 3년에 열녀로 인정받아 명려가 내려졌다. 시할머니와 손자며느리가 대를 이어 정려를 받았다는 점에서 해당 가문뿐만이 아니라 부여군의 정신사적인 면에서도 기릴만한 가치가 충분하다고 판단되어 부여군 향토문화유산으로 지정되었다.